# Kruševica, Nordmakedonien
Kruševica (makedonska: Крушевица) är en ort i Nordmakedonien. Den ligger i kommunen Prilep, i den centrala delen av landet, 90 kilometer söder om huvudstaden Skopje. Kruševica ligger 760 meter över havet och antalet invånare är 284.